# Smallville (6. évad)
| é./r. | Cím              |
| ----- | ---------------- |
| 6.01  | Zod              |
| 6.02  | Tüsszentés       |
| 6.03  | Sorvadás         |
| 6.04  | Nyíl             |
| 6.05  | Osztálytalálkozó |
| 6.06  | Az utolsó lökés  |
| 6.07  | Düh              |
| 6.08  | Sztatikus        |
| 6.09  | Földalatti       |
| 6.10  | Hydro            |
| 6.11  | Igazság          |
| 6.12  | Labirintus       |
| 6.13  | Karmazsin        |
| 6.14  | Birtokháborítás  |
| 6.15  | Mutáns           |
| 6.16  | Ígéret           |
| 6.17  | Csata            |
| 6.18  | Utód             |
| 6.19  | Nemezis          |
| 6.20  | Noir             |
| 6.21  | Prototípus       |
| 6.22  | Fantom           |

## 6.01 Zod (Zod)
A Fantom Zónába zárva – ami egy kriptoni börtön, melyet Jor-El alkotott – Clark képességei nélkül találja magát, bosszúra szomjas bűnözőkkel, akiket az apja száműzött oda.
Ezalatt Lex testét uralva Zod rabként tartja Lanat, hogy utódot nemzzen neki. Terve, hogy a Földet a Kriptonhoz hasonlóvá tegye. Ehhez segítségül az idegen űrhajó merevlemezét használja.
Miután Lois és Martha repülőgép szerencsétlenséget szenved közel a Magány Erődjéhez, Jor-El elmondja Martha-nak, hogyan öljék meg Zod-ot. Eközben Chloe a Daily Planetben újra találkozik egy régebbi "kalandjával", Jimmy Olsennel.

## 6.02 Tüsszentés (Sneeze)
CLARK KIFEJLESZT EGY ÚJ SZUPERERŐT – Clark keményen dolgozik, hogy eltakarítsa Zod pusztításának nyomait. Eközben felfedez valamit, amiről először azt hiszi, az első megfázása. Ám hamar rádöbben, hogy az új szuperereje van kifejlődőben, a szuperfújás!
Lois eközben állást kap az Inkvizítornál, a helyi bulvárlapnál. Lana és Lex összeköltözik. Lex meg van győződve arról, hogy valaki követi őt. Ez hamar beigazolódik, amikor elrabolják.

## 6.03 Sorvadás (Whither)
AZ ALL-AMERICAN REJECT LEX JELMEZBÁLJÁN ZENÉL – Lexnek bűntudata van a Zod által végzett pusztítás okán, ezért jelmezes jótékonysági bált rendez, ahova meghívja az All American Reject zenekart is. Mialatt Clark és Chloe egy olyan szörnyeteget üldöznek, aki férfi tetemeket akar felhasználni ördögi tervéhez.Az üldözés felgyorsul, amikor a Jimmy Olsent is elrabolják.
Lois eközben vonakodva ám, de beleegyezik, hogy Oliver Queen randizzon vele Lex bálján.

## 6.04 Nyíl (Arrow)
CLARK LELEPLEZI GREEN ARROW-T – Lois egy jótékonysági esten szemtanúja lesz, amint Green Arrow ellopja Martha Kent gyémántnyakláncát. Ekkor a lány megfogadja, hogy kideríti, kit rejt a kosztüm. Clark nyomozni kezd és kideríti, hogy Green Arrow nem más, mint Oliver Queen. Oliver kosztümjében meglopja a gazdagokat, hogy aztán az elesetteket segítse meg ezáltal.
Eközben Lex és Lionel Lana hűségét teszteli.

## 6.05 Osztálytalálkozó (Reunion)
EGY MÚLTBATEKINTŐ EPIZÓD MEGMUTATJA, MIÉRT UTÁLJA OLIVER LEXET – Tinédzserként Oliver és Lex egy suliba jártak, ahol Oliver és haverjai folyvást erőszakoskodtak Lex-szel annak Duncan nevű barátjával. Lex végül – azzal a reménnyel, hogy így befogadják – Duncan ellen fordult. Duncan azonban végül kétségbeesésében leugrott a tetőről.
Lex és Oliver most egy osztálytalálkozó alkalmából visszatér a régi iskolába. Azonban mindketten megdöbbennek, amikor kiderül, hogy Oliver haverjai egytől egyig erőszakos halált haltak rejtélyes balesetekben. Minden nyom Duncan-hez vezet.
Eközben Clark műholdfelvételeket lát négy másik kráterről, amik a Fantom Zónából való menekülése napján jelentek meg. Rájön, mások is követték.

## 6.06 Az utolsó lökés (Fallout)
BOW WOW VENDÉGSZEREPEL, A ZÓNÁBÓL SZÖKÖTT SOROZATGYILKOST JÁTSZVA – Clark nagyon boldog lesz, amikor megtudja, hogy Rayának is sikerült megszöknie a Fantom Zónából. A lány Smallville-be jön, hogy találkozzon vele. A két kriptoni fiatal közel kerül egymáshoz, Raya pedig megmutatja Clarknak, hogyan állítsa helyre a Magány Erődjének erejét.
Eközben egy a zónából szökött gyilkos – Bearn (Bow Wow) – mindkettőjükön bosszút akar állni bebörtönzése miatt.

## 6.07 Düh (Rage)
GREEN ARROW BEAD MAGÁNAK EGY SZÉRUMOT, HOGY LEGYŐZHETETLEN LEGYEN – Clark felfedezi, hogy Green Arrow-t meglövik, miközben megpróbál megmenteni egy bajba került párt. De Oliver tagadja, hogy megsérült volna. Aztán, mikor később Oliver szokatlanul kezd viselkedni, Chloe és Clark felfedezik, hogy egy szuper-szérumot használ, aminek segítségével teste minden sérülés után regenerálódik. Azonban a szernek mellékhatásai vannak.
Eközben Lana egy sokkoló felfedezést tesz, ami megfertőzi a kapcsolatát Lex-szel

## 6.08 Sztatikus (Static)
A PANKRÁCIÓS SZUPERSZTÁR, BATISTA VENDÉGSZEREPEL – Clark megtudja, hogy egy zónaszökevény Seattle-ben kötött ki. Az idegen lemészárolta egy egész hajó legénységét. A lény kiszippantja a csontokat az emberekből. A nyomozás közben Clark szembekerül vele.
Eközben egy páciens megszökik a LuthorCorp titkos kísérleti laborjából. Az illető képes rezgési frekvenciát váltani. Ezt kihasználva szökik meg a LuthorCorpból, hogy aztán bosszút álljon Lexen. Képességével egy olyan tartományba börtönzi, ahol az ifjú Luthor mindenkit hall és lát, őt azonban senki sem látja. A rész vége felé új DC Comics hős teszi tiszteletét, bár csak pár másodperc erejéig.

## 6.09 Földalatti (Subterranean)
A TOTÁLIS BEVÁNDORLÓ – Clark megdöbbenve fedezi fel, hogy a szomszédjuk, Jed McNally illegális bevándorlókat tart fogva és rabszolgamunkára kényszeríti őket a farmján. Clark – az által vezérelve, hogy a totális bevándorlónak érzi magát – Martha segítségét kéri annak érdekében, hogy egy fiatal fiú, Javier (Tyler Posey) és az anyja az Államokban maradhasson.

## 6.10 Hydro (Hydro)
TORI SPELLING VENDÉGSZEREPEL ÉS TOM WELLING RENDEZ – Lana bevallja Chloe-nak, hogy kétségei vannak afelől, hogy jó döntés lenne Lex-hez hozzámenni, mivel még mindig rejlenek benne érzések Clark iránt. Ezt követően Linda Lake (Tori Spelling), a Planet pletykarovatának vezetője részletesen kitálalja a beszélgetést. Chloe – hogy bizonyítsa, nem ő adta tovább a társalgás tartalmát – nyomozásba kezd a munkatársa után. Ekkor deríti ki, hogy Lake képes vízzé változtatni magát. Így tud anyagot szerezni rovatához.
Eközben Lois elkezdi gyanítani, hogy Oliver nem más, mint Green Arrow. Clark segítségét kéri, hogy ezt bebizonyítsa.

## 6.11 Igazság (Justice)
GREEN ARROW MEGHÍVJA FLASHT, AQUAMANT, VALAMINT CYBORG-OT, HOGY MEGALAKÍTSÁK A SZUPERHŐSÖK LIGÁJÁT – Green Arrow erősítést hív Smallville-be, így megérkezik Bart Allen/Flash, Aquaman, valamint Cyborg, hogy elpusztítsák a LuthorCorp titkos laborját. Az intézménybe való behatolás közben Bartot elkapják és Lex kínozni kezdi. Clark elindul, hogy megmentse őt, de térdre kényszeríti egy meteorkő. A riadt Chloe Oliverhez fordul segítségért, s az újonnan alakult Justice League akcióba lép, hogy megmentse Clarkot és Bartot.

## 6.12 Labirintus (Labyrinth)
MARTIAN MANHUNTER SZÍNRE LÉP, HOGY MEGMENTSE CLARKOT – Clarkot megtámadják. A támadást követően egy elmegyógyintézetben ébred, ahol az orvos – Dr. Hudson – elmondja neki, hogy már öt éve került oda. Elmondása szerint azért, mert Clarknak olyan tévképzetei vannak, hogy szuperereje van.
Ebben az új világban Martha Lionel Luthor felesége, Chloe-t őrültnek tartják, Lana pedig Clarkot választotta Lex helyett. Lana arra kéri Clarkot, hogy egyezzen bele dr. Hudson kezelésébe, hogy együtt lehessenek. Azonban egy másik páciens, John (azaz Martian Manhunter) elárulja neki, hogy a doktor igazából egy fantom és meg kell ölni, hogy visszatérjenek a valós világba. Clarknak élete legkeményebb döntését kell meghoznia.

## 6.13 Karmazsin (Crimson)
A VÖRÖS KRIPTONIT VISSZATÉR ÉS A "ROSSZ CLARK" MEGCSÓKOLJA LOIST ÉS LANÁT IS – Miután Lois kipróbál egy vörös kriptonittal készült rúzst, teljesen beindul Clarkra. Rögvest a tettek mezejére is lép. A páros csókolózni kezd, amitől a vörös kriptonit megfertőzi Clarkot. Ez felszabadítja gátlásait és felszínre kerül a "rossz Clark". A vörös kő által elvakítva Clark úgy dönt, hogy feldúlja Lex és Lana eljegyzési vacsoráját és elrabolja a menyasszonyt.

## 6.14 Birtokháborítás (Tresspass)
JIMMY SZAKÍT CHLOE-VAL ÉS LANÁT MEGTÁMADJA EGY LESELKEDŐ – Lana rájön, hogy egy kukkoló vette célba, miután fotókat kap, amelyen vetkőzés közben látható a szobájában. Eközben Jimmy szakít Chloe-val, mert úgy hiszi, Chloe nincs igazán túl Clark-on, Chloe erőt vesz magán és mélyen magába tekint, mit is érez a legjobb barátja iránt.

## 6.15 Mutáns (Freak)
CHLOE ÉS CLARK FELFEDEZI, HOGY TOBIAS KÉPES BEAZONOSÍTANI A "METEORSZÖRNYEKET".
T. a közelmúltbeli meteoresőben veszítette el a látását. Lex arra használja fel a fiút, hogy- kísérletezés céljából -sorra felkutassa a különleges képességekkel rendelkezőket. Lana is felismeri Tobias különleges tudását és attól fél, hogy Clark is a meteorral fertőzöttek közé tartozik, ezért felajánl neki egy szaruhártya-átültetést cserébe a hallgatásáért, de valahogyan mégis sokkoló hírként hatnak rá Tobias szavai.
(Michael Rosenbaum ezúttal rendezőként mutatkozik be.)

## 6.16 Ígéret (Promise)
LEX ÉS LANA ESKÜVŐJE – Lex és Lana esküvőjének napján Lex telefonhívást fogad dr. Langstontól, aki azzal fenyegeti, hogy elmondja Lanának az igazat a babájáról. Lana eközben újra átgondolja, hogy vajon hozzámenjen-e Lexhez. Clark pedig rádöbben: képtelen hagyni, hogy ez az esküvő megtörténjen, ezért úgy dönt, feltárja a titkát Lanának.
Arra viszont senki sem készül fel, ami akkor történik, mikor Lionel betoppan az esküvőre..

## 6.17 Csata (Combat)
CLARK ÉS CHLOE EGY ÚJABB ZONER-RE BUKKANNAK – Titán -egy újabb szökevény a Fantom Zónából- egy titkos "meteor szörny" ketrecharc klub sztárja, akinek véres és halálos harcait sugározza az internet felkelti Oliver Queen érdeklődését és megosztja tippjét barátjával Clarkkal, akinek nincs más választása: meg kell állítania Őt mielőtt több áldozatot szedne! Mindeközben Loisnak egy bomba sztorit kell nyújtania az Inkvizítornak, ha meg akarja tartani az állását és szintén a különleges harcosok klubján akad meg a szeme.

## 6.18 Utód (Progeny)
Chloe ellop Lextől egy flash drive-ot, de másnap semmire sem emlékszik. Kiderül, hogy Chloe anyja képes irányítani a meteormutánsokat így Chloe-t is. Lex mindkettőjüket elfogja, de Clark segítségével sikerül megszökniük. Lana rájön, hogy valójában sosem volt terhes, csak Lex tudta nélkül olyan szert adott neki amitől úgy tűnt. Lex megfenyegeti Chloe-t amitől Clark úgy dönt szembeszáll vele…

## 6.19 Nemezis (Nemesis)
CLARK ÉS LEX CSAPDÁBA ESIK EGY BEOMLOTT AKNÁBAN AMIT KRIPTONIT SZEGÉLYEZ – Jodi – akinek a férje korábban a katonaság különleges egységében szolgált – egy csőbombát robbant fel Lex egyik titkos laborjában. Azzal vádolja Lexet, hogy elrabolta a férjét. Lionel súlyosan megsérül a robbanásban, Lexet pedig túszoul ejti a felbőszült feleség. Jodi megfenyegeti az ifjabbik Luthort, hogy rárobbantja az egész labort, hacsak nem mondja el neki, hogy hol a férje.
Clark elindul, hogy megmentse Lexet, de azonnal erejét veszti a kriptonit által szegélyezett falaktól. Lex és Clark rádöbben: az egyetlen módja, hogy élve kijussanak az, ha összedolgoznak…

## 6.20 Noir (Noir)
JIMMY NYOMOZÁSBA KEZD LANA TÁMADÓJA UTÁN – Lana-t lelövik a Daily Planet-ben. Jimmy lefotózza az áldozatot, de amikor a gépen meg akarja nézni, leütik. Hirtelen 1940-ben találja magát, ahol Lana bejelenti saját halálát, Lois a talonban énekesnő, Clark pedig a Daily Planet-ben dolgozik. Jimmy rájön, hogy Lex megcsalja Lana-t Lois-szal, amit le is fotóz. A nyomozás közben lelövi Lex-et aki meghal. Mikor Jimmy rájön, hogy ki a tettes, kiderül, hogy Clark egy Metroplis-i nyomozó.

## 6.21 Prototípus (Prototype)
A PROTOTÍPUS ELÉRTE A VÉGSŐ FÁZIST – Lex titokban, Titán vérét felhasználva, elkészíti a legyőzhetetlen szuperkatonát. Lois felismeri, amikor megtámadja őt. Rájönnek, hogy Wes-t -Lois régi barátját- a katonaság halottként tekinti, ám ez nem igaz. Mikor Clark összecsap Wesszel, a férfi meghal és amint ezt Lex megtudja, -a több száz ember közül, akit fogva tart, hogy rajtuk próbálja ki a szérumot- kiválaszt egy újat, akin tovább kísérletezhetnek. Eközben Lionel elmondja Marthanak, hogy felkérték, hogy legyen Martha a metropolisi szenátor helyettese.

## 6.22 Fantom (Phantom)
LEX TOVÁBB KERESI AZ UTOLSÓ FANTOMOT, ÉS DRÁMAI ESEMÉNYEK TÖRTÉNNEK – Martha elutazik Washingtonba. Lex rájön, hogy az utolsó fantom csak bizonyos ideig marad egy testben, és arra is, hogy honnan lehet megtudni, hogy kiben van éppen. Clark mikor megtudja, hogy Lana ott akarja hagyni Lexet, elmond mindent magáról, de meglepődik, amikor Lana közli, tud a képességeiről. Loist megkéselik, míg Lanat felrobbantja valaki, de, hogy ki, az rejtély marad. Lexet letartóztatják, mert úgy gondolják, hogy ő ölte meg Lanat. A fantom pedig új testet ölt Clark DNS-éből. Clark bizarrabb változata lett.